# Práter utca
Práter utca est une rue de Budapest, située dans les quartiers de Corvin et Losonci (8e arrondissement).